# 历山街道
历山街道，是中华人民共和国山東省淄博市沂源县下辖的一个乡镇级行政单位。

## 行政区划
历山街道下辖以下地区：
历山社区、胜利山社区、城南社区、城北社区、城中社区、南麻一村社区、南麻三村社区、东河北社区、西河北社区、东北麻社区、吴家官庄社区、东儒林村、中儒林村、西儒林村、前崖村、东沙沟村、西沙沟村、涝坡河村、北大岩村、沙岭子村、东鱼台村、西北麻村、彩班峪村、窗户沟村、北石臼村、前石臼村、南石臼村、儒林集村、寨里村、苗山村、沂河头村和黄家宅村。